# Mariana's Trench
Marianas Trench este o formație canadiană de pop rock din Vancouver, British Columbia, formată în anul 2001.
Formația îi are ca și membrii pe Josh Ramsay(vocalist, chitarist, pianist, și ocazional toboșar și compozitor), Matt Webb(chitarist și vocalist), Mike Ayley(bassist și vocalist) și Ian Casselman(toboșar și vocalist).
Trupa a lansat patru albume, cel mai recent numindu-se ”Astoria”, lansat în 23 octombrie 2015, celelalte trei fiind ”Masterpiece Theatre” în 2009, ”Fix Me” în 2006 si "Ever After" in 2011. Cel de-al treilea album al trupei, ”Ever After”, a fost nominalizat pentru un premiu Juno.